# Lazar Stipić
Lazar ( Adalbert Ludovik ) Stipić (Subotica, 26. srpnja 1890. – Subotica, 14. svibnja 1944.) bački hrvatski književnik, urednik, novinar, nakladnik i publicist. 

## O Stipiću
Rođen je u uglednoj subotičkoj hrvatskoj rimokatoličkoj obitelji. Pisao je poeziju, po kojoj je poznatiji, nego po svojim proznim djelima: pripovijetkama, dramama, esejima i publicistici. Svoj životni i radni vijek mahom provodi u rodnom gradu, uz kojeg je sudbinski vezan, osim razdoblja provedenog na studiju prava u Beču i Budimpešti. Nije diplomirao jer je "okusio novinarski kruh".
Pokretač je i/li urednik većeg broja subotičkih listova i časopisa, među kojima su: Narod, Neven, Naše slovo, Glas, Istina i sloga, Szabadkai Újság, Bácskai Napló, Szabadkai friss Újság, Nemzet, Zemljodilac, Dan, Újság, Borba, Jugoslovenski klobučar, Književni sever.
Nakon prvog svjetskog rata on je i još neki viđeniji bunjevački Hrvati (pr. Gavro Đelmiš) pripadao Jugoslavenskoj demokratskoj stranci. Uskoro se iščlanio jer ga je razočaralo mnogo stvari, posebice korupcija koja je prožela stranku, karijerističko učlanjivanje mnoštva pridošličkih Srba te odnos kakvi je JDS pokazala prema bunjevačkim Hrvatima. Već 1923. godine prešao je u novi stranački tabor. Prvo je bio u Socijalističkoj partiji a onda još koncem veljače 1923. se javno izjasnio članom proradikalske Zemljodilske kasine (Zemljodilska stranka je od 1924 postala frakcijom Narodne radikalne stranke. Od 1920. do 1926. postavljen je nekoliko puta u gradsku skupštinu, ističući se interpelacijama.
Zastupao je režimske stavove i nakon ukidanja diktature, od 1934. do 1941. godine. U razdoblju neposredno pred drugi svjetski rat se približio hrvatskim pozicijama, kao i većina intelektualaca iz redova bunjevačkih Hrvata.
Od srpnja 1938. do travnja 1941. godine pročelnik je subotičke Gradske knjižnice. 
U vrijeme II. svjetskog rata, kada postrojbe Miklósa Horthyija okupiraju Bačku, Lazar Stipić je uhićen i zlostavljan, među ostalim i zbog svoga djela Istina o Mađarima iz 1929. godine u kojem, tragom povijesnih spisa osporava neke od nacionalističkih stereotipa o Mađarima. Ipak, tim se tekstom Istina o Mađarima zamjerio Mađarima i Mađarskoj: negirao ih je i općenito pripadnost Panonske nizine Mađarima. 
Kasnije, tijekom okupacije 1942. godine u Subotici, tiska knjigu Bunjevci. U ovom rodoljubljem zadojenom spjevu Stipić opisujući svoje sunarodnjake i njihov usud u ovom podneblju, na strani 4. ovako progovara: 
«Sami su stvorili sve što imaju
svisni su toga da su upućeni
na vlastite snage, 
jer nikada nisu dobili poklone i darove.
Postali su od bistrih i plahih hrvatskih gorštaka
Hercegovine, Dalmacije i Like
mirni i odmireni bački ravničari.»
Umro je od posljedica oboljenja pluća u subotičkoj Gradskoj bolnici 14.svibnja 1944.

## Djela
- Večna vatra, Subotica 1923.,

- Istina o Vojvodini (Nemoral u javnom životu. Trgovanje sa socijalnim problemima. Nemar u kulturi. Kome je podmetnuta odgovornost?), Subotica 1925.

- Istina o Mađarima (Po mađarskim podacima), Subotica 1929.

- Put od dva do jednog sveta (Događaj u četiri slike), Subotica 1930.

- Bunjevci, Szabadka 1942.

Svojim književnim djelima je ušao u antologiju poezije bunjevačkih Hrvata iz 1971., sastavljača Geze Kikića, u izdanju Matice hrvatske.

## Vanjske poveznice
- Hrvatska riječ Milovan Miković: Mala protumadžarska pornografija, 23. srpnja 2004.
- Antologija poezije bunjevačkih Hrvata  Arhivirana inačica izvorne stranice od 17. travnja 2008. (Wayback Machine)
- (srp.) Svevlad  Arhivirana inačica izvorne stranice od 22. svibnja 2009. (Wayback Machine) Мađarska rasa i mađarski narod
- (srp.) Subotica nekada Kako je Lazar Stipić planirao prodaju vrijednih mađarskih gradskih umjetnina